# Verbenaväxter
Verbenaväxter (Verbenaceae) är en familj av trikolpater som består av omkring 1175 arter i 34 släkten. På senare tid har flera släkten lyft ur familjen och placerats i andra familjer, som kransblommiga växter. Flera släkten har blivit vanligt förekommande trädgårds- eller krukväxter.
Familjen består av örter, buskar och träd som ofta har fyrkantiga skott. Bladen är nästan alltid motsatta eller kransställda, stipler saknas. Blommorna är vanligen tvåkönade med kvarsittande foder. Krona med 4-5, eller fler, flikar. Frukten är antingen ett bär eller en torr kapsel.